# 湯姆·里德
湯姆·里德（英語：Tom Reed，1971年11月18日—）是美國的一位政治人物。2013年-2022年，他是紐約州第23選舉區選出的美國眾議院議員。他的黨籍是共和黨。他是家中12個孩子中最晚出生的一個。在當選議員之前，他曾擔任康寧市市長。